# Није човјек ко не умре
„Није човјек ко не умре” је југословенски ТВ филм из 1984. године. Режирао га је Емир Кустурица а сценарио је написао Велимир Стојановић.

## Улоге
| Глумац           | Улога |
| ---------------- | ----- |
| Зоран Бечић      |       |
| Нада Ђуревска    |       |
| Зијах Соколовић  |       |
| Александар Мичић |       |
| Миленко Видовић  |       |